# 7051 Шон
7051 Шон (7051 Sean) — астероїд головного поясу, відкритий 13 травня 1985 року.
Тіссеранів параметр щодо Юпітера — 3,170.